# Eugenia de Oro
Aurora Norma García Berroeta de Núñez Acuña cuyo seudónimo era Eugenia de Oro (R.N) (Buenos Aires, Argentina; 7 de febrero de 1909 - Ib. 22 de septiembre de 1998) fue una poeta, periodista, directora, adaptadora, escritora, autora teatral y comentarista radial argentina de principios del siglo XX.

## Carrera
Hija de un matrimonio formado por Francisco García y Dora Berroeta Elizalde, Eugenia de Oro fue una eximia artista argentina que tuvo su apogeo en las primeras década del viejo siglo. Su participación radial como comentarista del "Film Femenino" por Radio Splendid en 1934, la llevó a una gran aceptación por parte del público femenino y masculino oyente del momento.
Luego tuvo una actividad en el mundo radioteatral, esta vez como directora en Las dos carátulas: Teatro de la humanidad  que se emitió diariamente por Radio Nacional. Donde dirigió obras como fue El grito de la tierra (novela escénica en 1 prólogo y 5 capítulos, dividida en tres partes, de Luis Rodríguez Acassuso.
En 1949 trabajo en el Ciclo de Difusión Radial de Cultura Argentina, con aporte de la Comisión Nacional de Cultura, como directora y adapatodora. Adaptó obras como Una deuda de dolor de César Iglesias Paz, y Cara o Cruz de Julio Sánchez Gardel.
Egresada como profesorado de Letras en 1933, también se desempeñó como columnista de la popular Revista Sintonía, donde escribió varias secciones defendiendo el derecho de la mujer (en época lejanas a la aprobación del voto femenino en Argentina) como así también destinados a otros aspectos más culturales como en A través de mi lente de aumento, publicado en la 35ª edición de la revista en 1933.
Fue junto a Margarita Abella Caprile, Laura Piccinini y Laura Holmberg de Bracht, una de las escritoras más consagradas de aquellos años que se volcaron exclusivamente a la radio.
Fue descubridora y perfeccionadora de futura grandes artistas como lo fue la primera actriz Eva Dongé, el primer actor Alfredo Alcón, Carlos Estrada y Luisina Brando.
Creó Carrito de Tespis, elenco que difundió sus obras infantiles. Se desempeñó por varios años como jefa de prensa de Radio Splendid y directora cultural de agencias de viaje. En su múltiple actividad creó programas de radio y TV, dictó cursos, hizo periodismo, estrenó obras de teatro, obtuvo importantes premios y publicó libros. Además fue directora de Teatro en Radio del Estado, desde 1951 hasta 1970.
Estuvo casada muchos años con Ángel Juan Núñez Acuña con quien tuvo dos hijos: Pedro Fernando y Ángel. Murió el 22 de septiembre de 1998 a los 88 años de edad.

## Obra
- En España se sabe morir (1935)
- La Virgen de Itatí(1935)
- Los dos amores (1936)
- Un destino de mujer (1944), estrenada en el viejo Teatro San Martín.
- Pedro, Pedrlto y Pedrín (1944)
- Juancho y el Chico del Choco (1952)
- Retablo de navidad (1952)
- El Carrito de Tespis (1953)
- Palabras simples para una elegía (poemas, 1955)
- Maese Lorenzo (1965)
- Cacería en la sierra (1966)
- El espejo (1967)